# Brunel Fucien
Brunel Fucien (ur. 26 sierpnia 1984) – haitański piłkarz występujący na pozycji pomocnika. Zawodnik klubu Aiglon du Lamentin.

## Kariera klubowa
Fucien karierę rozpoczynał w 2002 roku w zespole Aigle Noir AC. Sezon 2005 spędził na wypożyczeniu w chilijskiej Cobreloi. Po zakończeniu tamtego sezonu wrócił do Aigle Noir. W sezonie 2006 wywalczył z nim mistrzostwo fazy Fermeture (sezon zamknięcia). W 2008 roku przeszedł do martynikańskiego klubu Aiglon du Lamentin. W 2009 roku zdobył z nim Puchar Martyniki. W 2012 roku był zawodnikiem haitańskiego AS Capoise, a następnie wrócił do Aiglon du Lamentin.

## Kariera reprezentacyjna
W reprezentacji Haiti Fucien zadebiutował w 2004 roku. W 2007 roku znalazł się w drużynie na Złoty Puchar CONCACAF. Wystąpił na nim w spotkaniach z Gwadelupą (1:1), Kostaryką (1:1) oraz Kanadą (0:2). Z tamtego turnieju Haiti odpadło po fazie grupowej.
W 2009 roku Fucien ponownie został powołany do kadry na Złoty Puchar CONCACAF. Zagrał na nim w meczach z Hondurasem (0:1), Grenadą (2:0) i Meksykiem (0:4), a Haiti zakończyło turniej na ćwierćfinale.